# Klubowe Mistrzostwa Świata w Piłce Nożnej 2007
Gospodarz: Japonia

Miejsca rozgrywania meczów: Tokio (Stadion Olimpijski), Jokohama (Nissan Stadium), Toyota (Toyota Stadium)

## Uczestnicy
- Étoile du Sahel (CAF)
- Sepahan FC (AFC)
- Urawa Red Diamonds (AFC)
- CF Pachuca (CONCACAF)
- A.C. Milan (UEFA)
- Boca Juniors (CONMEBOL)
- Waitakere United (OFC)

## Rezultaty

### Play-off
7 grudnia 2007
- Sepahan FC 3 - 1 (2 - 0)  Waitakere United
  - 3' E. Mohammed, 4' E. Mohammed, 47' A.W.A.A. Hail - 74' A. Aghily (gol samobójczy)

### Ćwierćfinały
9 grudnia 2007
- CF Pachuca 0 - 1 (0 - 0)  Étoile du Sahel
  - 85' M. Narry

10 grudnia 2007
- Sepahan FC 1 - 3 (0 - 1)  Urawa Red Diamonds
  - 80' Karimi - 32' Nagai, 54' Washington, 70' Aghily (gol samobójczy)

Sędziował: Coffi Codjia  (Benin)

### Półfinały
12 grudnia 2007
- Etoile Sportive du Sahel 0 - 1 (0 - 1)  Boca Juniors
  - 37' Cardozo

13 grudnia 2007
- A.C. Milan 1 - 0 (0 - 0)  Urawa Red Diamonds
  - 68' Seedorf

### mecz o 3 miejsce
16 grudnia 2007
- Etoile Sportive du Sahel 2 - 2 (1 - 1), karne: 2:4  Urawa Red Diamonds
  - 5' Frej (karny), 75' Chermiti - Washington 35, 70'

### Finał
16 grudnia 2007 w Jokohamie
- A.C. Milan 4 - 2  Boca Juniors
  - Bramki: 21' F. Inzaghi, 50' A. Nesta, 61' Kaka, 70' F. Inzaghi - 23' R. Palacio, 85' M. Ambrosini (gol samobójczy)

A.C. Milan po raz pierwszy w historii rozgrywek wywalczył tytuł klubowego mistrza świata.